# Ogonna Chukwudi
Ogonna Chukwudi, né le 14 septembre 1988 à Lagos, est une footballeuse internationale nigériane. Elle évolue au poste de milieu de terrain.

## Carrière
Elle est joue d'abord avec l'Umeå IK puis avec le KIF Örebro DFF. 
Avec l'équipe nationale, elle participe à la Coupe du monde 2007 puis à la Coupe du monde 2011. Elle dispute également le championnat d'Afrique en 2008 et en 2012. Le Nigeria se classe troisième de la compétition en 2008.

## Palmarès
- Troisième du championnat d'Afrique en 2008 avec l'équipe du Nigeria